# Alfred Pickart
Alfred Kurt Paul Pickart (* 16. Juni 1869 in Nikolei; † 8. März 1938 in Bad Warmbrunn) war ein deutscher Jurist und fürstlich-hohenlohischer Kammerdirektor in Slawentzitz.

## Leben
Pickart trat nach dem rechtswissenschaftlichen Studium an den Universitäten in München, Breslau und Berlin, dem Assessorexamen beim Oberlandesgericht Breslau (1896) und der Tätigkeit als preußischer Gerichtsassessor in verschiedenen Verwendungen im Februar 1899 unter Ausscheiden aus dem Staatsdienst als fürstlicher Domänenrat in die Fürstlich Hohenlohische Domänendirektion (später Fürstliche Kammer genannt) in Slawentzitz ein.
Die Dömänendirektion verwaltete den fideikommissarischen und allodialen Grundbesitz des Fürsten Christian Kraft zu Hohenlohe-Öhringen in Oberschlesien (ca. 120.000 Morgen Forst und 40.000 Morgen Landwirtschaft) nebst weiteren Grundbesitz in Thüringen, Ungarn und Polen. Dazu gehörten noch Mühlen, Sägewerke, Brennereien, Ziegeleien und Papierfabriken, eine Brauerei, eine Porzellanfabrik und ein Elektrizitätswerk. Bis zum Jahre 1905 verwaltete die Domänendirektion in Slawentzitz auch den bedeutenden fürstlichen Montanbesitz in Oberschlesien, wozu Kohlen- und Zinkwerke, Zinkhütten und Walzwerke gehörten, die dann in die Hohenlohe-Werke AG in Hohenlohenhütte umgewandelt wurden. Zu den Aufgaben von Alfred Pickart gehörte neben den Aufgaben als ständiger Vertreter des Generaldirektors in allgemeinen Verwaltungsangelegenheiten die Bearbeitung der vielseitigen Rechtsangelegenheiten im bürgerlichen und Verwaltungsrecht sowie der zahlreichen Steuersachen, Bergrechts-, Fideikommiss- und Enteignungsangelegenheiten.
Bei und nach der Gründung der Hohenlohe-Werke AG, in der der Montanbesitz des Fürsten übertragen wurde, bearbeitete er die umfangreichen und schwierigen Maßnahmen zur Eigentumsübertragung einschließlich der damit zusammenhängenden Steuerangelegenheiten und Enteignungsverfahren.
1918 übernahm er die Oberleitung der fürstlichen Verwaltung als fürstlich-hohenlohischer Kammerdirektor in Slawentzitz. Im Zusammenhang mit seiner dienstlichen Stellung war Pickart Mitglied des Aufsichtsrates der Hohenlohe-Werke AG, der österreichisch-ungarischen Zinkwalzwerke in Ostrau-Oderfurth/Mähren, einiger Kaligewerkschaften und der Deutschen Palästinabank in Berlin. 1922 trat Pickart von seinem Amt zurück und bearbeitete bis zum 1. August 1923 Fideikommissangelegenheiten des Fürsten.
Bei der Kaligewerkschaft Kaiseroda, die später in die Wintershall Aktiengesellschaft überging, war er von 1923 bis 1931 als Syndikus mit Wohnort in Hämbach bei Tiefenort tätig.
Er starb nach längerer Krankheit am 8. März 1938 in Bad Warmbrunn, wo er auch begraben wurde.

## Familie
Pickart war ein Sohn des Geheimen Justizrates und Richters am kgl. Kreisgericht in Nikolai/Oberschlesien und späteren Landgerichtsrates am Landgericht Ratibor Carl Pickart (1827–1912). Seit 1907 war er verheiratet mit Clara Lüdke (1897–1959), der Tochter des Geheimen Regierungsrats und Syndikus der Oberschlesischen Fürstentumslandschaft in Ratibor Carl Lüdke (1857–1927). Aus der Ehe sind fünf Kinder hervorgegangen, darunter Kurt Pickart (1910–1988).